# Taty Girl
Tatiana Maria Nascimento de Araújo (Aracoiaba, 9 de Agosto de 1976), mais conhecida como Taty Girl, é uma cantora de forró eletrônico brasileira. Uma das vozes mais marcantes do gênero, Taty Girl conquista novos fãs ao mesclar o gênero com novos estilos musicais.

## Biografia
Nascida no ano de 1976 em Aracoiaba, Ceará. De infância pobre, Taty ficou órfã de mãe aos quatro anos de idade. Mais tarde, para fugir de uma situação de violência doméstica, Taty foi moradora de rua na cidade de Fortaleza dos doze aos catorze anos.

Taty trabalhou como empregada doméstica até fazer um teste na Rádio SomZoom Sat para integrar a banda Rabo de Saia.
"Sempre gostei cantar. Eu fazia minhas tarefas cantando quando era empregada doméstica. Uma colega de trabalho, também doméstica, me indicou para um teste para uma banda de forró do bairro vizinho ao meu. Eu fui! Fiz o teste e fui aprovada. A música foi uma coisa que 'aconteceu' na minha vida."
A artista também teve passagens pelas bandas Forrovia, Gaviões do Forró, Forró Suado, Forró Real e Solteirões do Forró antes de se lançar em carreira solo em 2009. Taty retornou à banda Solteirões do Forró em 2011, permanecendo até o ano de 2014, quando deixou a banda em definitivo para retomar a sua carreira solo.

### A origem do nome artístico
O nome artístico surgiu por causa de uns dos amores da cantora. "Eu sempre fui apaixonada por rosa", explicou. 
"Na época em que a Kelly Key lançou a música ‘Barbie Girl’, eu já coloquei no repertório porque achei a minha cara. O dono de uma banda da qual eu fazia parte começou a me chamar de Taty Girl e achei bacana. Começamos a usar esse nome e pegou."

### Lives durante a pandemia
Em fevereiro de 2021, durante a pandemia da Covid-19 no Brasil, a cantora realizou a live "Nossa História", em Fortaleza. Sob comando de Taty Girl, vozes de 1990 a 2020 formaram diversos duetos. Um destaque do início do show virtual foi a apresentação de uma música inédita dedicado ao protagonismo feminino no forró. No repertório, foram cantados alguns sucessos das carreiras de Márcia Fellipe, Mara Pavanelly, Paulinha Abelha, Silvânia Aquino, Samyra Show, Mirella Vieira, Walkyria Santos, Gil Mendes, Janaína Alves, Monique Pessoa, Laninha Show, Suzy Navarro, Neném Cat, Joyce Tayná e da própria Taty Girl.
Em 27 de março de 2021, a artista reuniu dez nomes do forró na live "A História Continua com Eles", em Fortaleza. Aduílio Mendes, Batista Lima, Daniel Diau, Dão Lopes, Edson Lima, Felipão, Gleydson Gavião, Tony Guerra, Vicente Nery e Zé Cantor foram os nomes do forró presentes na live. Na primeira hora de transmissão, um empresário doou duas toneladas de alimentos. Mais de 100 mil pessoas assistiram a live simultaneamente.

### Baú da Taty Girl
O primeiro audiovisual "Baú da Taty" foi gravado em 14 de novembro de 2019 na Praça Verde do Dragão do Mar, em Fortaleza. O projeto, que revisita os grandes sucessos de sua trajetória e relembra clássicos que marcaram o forró nas últimas décadas, consolidou Taty como uma das grandes intérpretes do forró eletrônico. Desde então, o "Baú" se tornou um fenômeno nacional, conquistando milhões de visualizações no YouTube e atraindo cada vez mais admiradores, tanto do Nordeste quanto de outras regiões do país.
Entre os dias 17 e 18 de dezembro de 2021, a artista fez dois grandes shows em Fortaleza, para o lançamento do audiovisual Baú da Taty Girl, com ingressos esgotados. Inicialmente marcado para março de 2020, o show de lançamento precisou ser remanejado por conta das paralisações dos shows e eventos em consequência da pandemia. O público, que lotou as dependências do Marina Park Hotel, pôde assistir a um show apoteótico e que só terminou pela manhã. Já passava das 6h quando Taty deixou o palco após mais de oito horas de evento, reunindo os maiores sucessos do forró e que fazem parte dos seus quase 30 anos de carreira. Um dos destaques do show foi a homenagem à cantora sertaneja Marília Mendonça. Em paralelo, ela lançou o audiovisual Lado a Lado, que com o single Meu Coração me Odeia, gravado com participação de Wesley Safadão e Fulana, que teve registro ao lado do conterrâneo Eric Land.
Em 8 de outubro de 2022, a cantora surpreendeu o público presente no evento na Arena Castelão. Em apresentação, a cearense saiu de um grande baú cenográfico. O evento contou com uma live de quase nove horas de duração transmitida pelo Youtube. A festa contou ainda com shows de Raphael Alencar, então namorado de Taty Girl, a cantora Joelma e a o grupo Raça Negra.
Em 14 de outubro de 2023, o festival contou com as apresentações da banda Calcinha Preta, do cantor Raphael Alencar e as participações especiais de Nildinha (ex-vocalista do Forró Real) e Zé Cantor, ex-parceiro de trabalho de Taty Girl, que relembrou sucessos do Solteirões do Forró.
Em 23 de novembro de 2024, foi gravado o segundo audiovisual da turnê, durante o evento realizado no estacionamento da Arena Castelão. Dentre os artistas convidados, estiveram presentes Solange Almeida, Eliane, Zé Cantor e Pabllo Vittar. Taty e Pabllo Vittar cantaram "Não é Papel de Homem", "Bang Bang", "Louca", "K.O", "São Amores" e "Nada Se Compara a Ti", dentre outras canções. Outro momento curioso do evento foi quando Taty Girl andou pelo público em cima de uma plataforma móvel.

### Participação na gravação do audiovisual Solteirões 20 Anos (2025)
Entre os dias 17 e 18 de maio de 2025, Taty Girl participou da gravação do áudiovisual Solteirões 20 Anos, no Colosso em Fortaleza. A festa celebrou duas décadas de história da banda Solteirões do Forró e reuniu nomes que fizeram parte da trajetória do grupo, como: Zé Vaqueiro, Monique Pessoa, João Bandeira, Henry Freitas, Raí Saia Rodada, Limão com Mel e foi apresentado pelos influenciadores digitais Gkay e David Brasil.

## Controvérsias
- Em 23 de agosto de 2021, Taty Girl foi vítima de um ataque na internet. A cantora recorreu às redes sociais para desmentir um post sobre sua morte feito em seu perfil oficial no Instagram. Ela alega que a postagem foi compartilhada por um hacker, mas rapidamente apagada pela sua equipe.[31]
- Em 9 de agosto de 2024, durante suas férias em Portugal, a cantora foi reconhecida por um artista de rua na cidade do Porto e fez um show improvisado para o público que passava na hora.[32]
- Em 4 de novembro de 2024 o clube cearense Ferroviário Atlético Clube anunciou que Taty seria a nova patrocinadora da equipe para a disputa da Taça Fares Lopes de 2024/2025.[33]
- Em 20 de fevereiro de 2025, a artista assinou um contrato de R$ 20 milhões de reais com a gravadora Believe.[34]
- Em 27 de fevereiro de 2025, a artista renovou seu contrato com a Camarote Shows, produtora responsável pelo gerenciamento de sua carreira.[35]

## Discografia
- 1998: Banda Forrovia - Bel-Prazer, vol. 1
- 1999: Forró Suado - Me Leva, vol. 4
- 2003: Forró Real - Zouk do Rubi, vol. 6
- 2004: Forró Real - A Banda dos Plays, vol. 7
- 2006: Solteirões do Forró - Solteirões do Forró, vol. 2[36]
- 2007: Solteirões do Forró - Solteirões do Forró - Ao Vivo, vol. 3
- 2012: Solteirões do Forró - Solteirões do Forró, vol. 4

### Carreira Solo
- 2018: Acústico
- 2020: Baú da Taty Girl
- 2021: Lado a Lado
- 2022: Memórias da Taty
- 2024: Baú da Taty II
- 2025: No Sertão

#### EPs
- 2021: Noite do Baú
- 2021: Isso É Taty Girl
- 2021: Verão da Taty Girl

#### Singles
| Ano  | Título                             | Participação                |
| ---- | ---------------------------------- | --------------------------- |
| 2018 | Amor de Cama                       | —                           |
| 2018 | Me Diz Que Eu Não Presto           | Solange Almeida             |
| 2018 | Fulana                             | Eric Land                   |
| 2019 | Amor de Cama                       | —                           |
| 2019 | Seja O Homem Que Eu Sonhei Pra Mim | —                           |
| 2020 | Polpinha Lacrativa                 | —                           |
| 2021 | Tô Luxando                         | —                           |
| 2021 | Meu Coração Me Odeia               | Wesley Safadão              |
| 2022 | Aguenta O Sofrimento               | —                           |
| 2022 | Rapariga Mente                     | —                           |
| 2023 | Baby My Love                       | JS "O Mão de Ouro"          |
| 2023 | Você Não Tem Saudade               | Tarcísio do Acordeon        |
| 2023 | Tive Sorte Sim                     | Yara Tchê e Walkyria Santos |
| 2023 | Nunca Foi Amor                     | —                           |
| 2023 | Salva-Me                           | —                           |
| 2024 | Ô Saudade Que Eu Tô                | Chicão do Piseiro           |
| 2024 | Não Vou Mais Te Esperar            | Dorgival Dantas             |
| 2024 | Foi Tudo em Vão                    | —                           |
| 2024 | Em Todo Lugar                      | —                           |
| 2025 | Sem Tu                             | —                           |
| 2025 | Nada Se Compara A Ti               | Pabllo Vittar               |